# Märta-Stina Abrahamsdotter
Märta-Stina Abrahamsdotter föddes den 10 december 1825 i Kubbe, Anundsjö socken i Ångermanland, och dog där 19 juli 1903. Inte förrän efter sin död fick hon erkännande som den textilkonstnärinna hon varit, då hennes verk ställdes ut vid en hemslöjdsutställning i Sollefteå 1910.

## Biografi
Märta-Stina arbetade i tjugoårsåldern några år som piga hos en bonde i Kubbe, men bodde större delen av sitt liv på föräldragården. När Märta-Stinas syster och svåger övertog hemmanet blev föräldrarna och Märta-Stina undantagshjon på gården. Enligt husförhörsboken var hon sjuklig, och ansågs lite annorlunda, lite konstig. Hon gifte sig aldrig, levde ensam i en enkel stuga och försörjde sig på att sälja sina stickade varor runt om i byn. I mitten av 1800-talet stickade hon mest bruksvaror som vantar, tröjor och mössor i många färger och ofta med djurmönster. De sista decennierna före sin död 1903 började hon sticka de praktfulla fälltäcken hon blivit mest känd för, där hon gärna använde sig av stiliserade hjärtmönster.